# Сомалья
Сомалья (італ. Somaglia) — муніципалітет в Італії, у регіоні Ломбардія,  провінція Лоді.
Сомалья розташована на відстані близько 430 км на північний захід від Рима, 50 км на південний схід від Мілана, 22 км на південний схід від Лоді.
Населення — 3825 осіб (2014).

## Демографія
Населення за роками:

Станом на 1 січня 2023 року в муніципалітеті офіційно проживало 496 іноземців з 36 країн, серед них 146 громадян країн Євросоюзу та 7 громадян України.

## Сусідні муніципалітети
- Календаско
- Казальпустерленго
- Кодоньо
- Фомбіо
- Гуардамільйо
- Оспедалетто-Лодіджано
- Сенна-Лодіджана